# Норвич (Канзас)
Норвич (енгл. Norwich) град је у америчкој савезној држави Канзас.

## Демографија
По попису из 2010. године број становника је 491, што је 60 (-10,9%) становника мање него 2000. године.
| Група             | 2000.       | 2010.       |
| Белци             | 521 (94,6%) | 457 (93,1%) |
| Афроамериканци    | 1 (0,2%)    | 3 (0,6%)    |
| Азијати           | 1 (0,2%)    | 0 (0,0%)    |
| Хиспаноамериканци | 4 (0,7%)    | 16 (3,3%)   |
| Укупно            | 551         | 491         |